# Chromis punctipinnis
Chromis punctipinnis е вид бодлоперка от семейство Pomacentridae. Видът не е застрашен от изчезване.

## Разпространение и местообитание
Разпространен е в Мексико и САЩ (Калифорния).
Обитава крайбрежията на океани, морета и рифове. Среща се на дълбочина от 2 до 46 m.

## Описание
На дължина достигат до 25 cm.
Популацията на вида е стабилна.